# من شابه أباه فما ظلم (فلم)
من شابه اباه فما ظلم (باليابانية: そして父になる) هو فيلم درامي ياباني من إخراج هيروكازو كورئيدا. رُشح للفوز بالسعفة الذهبية اثناء عرضه بمهرجان كان عام 2013 وفاز بجائزة لجنة التحكيم و حصل على تَوصِيةَ من لجنة التحكيم المسكونية، كما عرض الفيلم في مهرجان تورونتو السينمائي الدولي عام 2013.

## طاقم التمثيل
- ماساهارو فوكوياما

## القصة
بعد ستة سنوات تكتشف عائلة نانوميا ريوتا المهندس المعماري أن ابنها كيتا ليس ابنها الحقيقي وأن هذا الأخير يعيش مع عائلة متواضعة. تلتقي العائلتان لبحث هذا المشكل الذي تسبب فيه مستشفى الولادة. الأب ريوتا الفخور بنسبه يحاول إسترجاع الابن البيولوجي ونسيان كيتا. الفيلم يدور حول محاولة التأقلم مع الوضع الجديد وقوة المشاعر الأبوية التي لم تنمحِ لدى ريوتا تجاه الابن كيتا.

## وصلات خارجية
- مقالات تستعمل روابط فنية بلا صلة مع ويكي بيانات